# Molophilus (Molophilus) persinuosus
Molophilus (Molophilus) persinuosus is een tweevleugelige uit de familie steltmuggen (Limoniidae). De soort komt voor in het Neotropisch gebied.